# Rudolfinum
Rudolfinum koncertna je dvorana i umjetnička galerija u Pragu. Izgrađena je u neorenesansnom stilu i nalazi se na Trgu Jana Palacha, na obali rijeke Vltave.
Od 1946. godine Češka filharmonija sve svoje koncerte održava ovdje, kao i glazbenu manifestaciju Međunarodni Praški proljetni festival, koji se održava svake godine u svibnju i lipnju. Zgradu su dizajnirali i gradili arhitekti Josef Zítek i njegov učenik Josef Schulz. Zgrada je svečano otvorena 8. veljače 1885. Budući da ju je austrijski nadvojvoda Rudolf, prijestolonasljednik Austro-Ugarske svečano otvorio, nazvana je po njemu.
Koncertna Dvorana Antonín Dvořák jedna je od najstarijih u Europi i vrlo je hvaljena zbog svoje akustičnosti. I sam dirigent po kojem je nazvana, Antonín Dvořák, ovdje je 4. siječnja 1896. dirigirao svoj prvi koncert.
Unutar zgrade nalazi se i umjetnička galerija, u kojoj su izlagali mnogi modernistički i postmodernistički umjetnici i fotografi:
- František Drtikol - Fotograf, slikar, mističar (1998.)
- Cindy Sherman - Retrospektiva (1998.)
- Jürgen Klauke - Side Effect (1998.)
- Annelies Štrba (2005.)
- Neo Rauch - Neue Rollen (2007.)
- Gottfried Helnwein - Anđeli spavaju, (2008.)

## Galerija
- Koncertna Dvorana Antonín Dvořák.
- Pogled na Rudolfinum s brda Letná.
- Krzysztof Penderecki i Sinfonia Varsovia tijekom Praškog jesenskog festivala 2008.
- Rudolfinum noću.

## Vanjske poveznice
- (engl.) Rudolfinum na stranicama Češke filharmonije
- (engl.) Koncerti u Rudolfinumu
- (engl.) WorldCat.org